# Radu cel Frumos

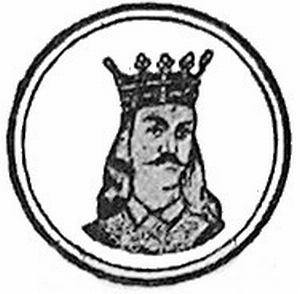
Radu cel Frumos

Radu III of Radu cel Frumos (Radu de mooiste) is vier keer heerser van Walachije geweest (1462-1473, 1473-1474, 1474, 1474-1475). Hij was de zoon van Vlad II en broer van Vlad Țepeș (Dracula). Dankzij de Turkse sultan Mehmet II werd zijn broer Vlad afgezet en nam Radu zelf de macht. Radu vocht tussen juli en november 1462 tegen zijn broer. Vier keer werd Radu afgezet door Basarab Laiotă (of Basarab III cel Bâtrăn, Basarab III de oudste) die hulp kreeg van de Turken en Moldavische vorst Ștefan cel Mare.